# چزاره آندرئا بیکسیو
چزاره آندرئا بیکسیو (ایتالیایی: Cesare Andrea Bixio؛ ۱۱ اکتبر ۱۸۹۶ – ۵ مارس ۱۹۷۸) آهنگساز، موسیقی‌دان و ترانه‌سرا اهل ایتالیا بود.
از جمله فیلم‌های او می‌توان به حوری آسمانی، صدای بی رخ، ترانه عشق، یک توپ و یازده مرد، به من نگو!، ترانه مادر و بندر اشاره کرد.